# Hypobromit
Hypobromit är salt av underbromsyrlighet, d. v. s. karakteriseras av anjonen BrO-. 

## Framställning
Natriumhypobromit, NaBrO, framställs genom omsättning mellan brom och utspädd natriumhydroxid enligt
2 NaOH + Br2 → NaOBr + NaBr + H2O.

## Användning
Bromid från kosten, som förekommer naturligt i blodet, används av eosinofiler, vita blodkroppar av granulocytklassen, specialiserade för att hantera flercelliga parasiter. I dessa celler reagerar bromiden med peroxid för att alstra hypobromit genom inverkan av eosinofilperoxidas, ett haloperoxidasenzym som företrädesvis använder bromid framför klorid för detta ändamål.
Enkla bromidsalter (såsom natriumbromid) används också ibland i bubbelpooler och spa som milda bakteriedödande medel, för att, med hjälp av verkan av ett tillsatt oxidationsmedel (såsom väteperoxid), generera in situ hypobromit, på ett liknande sätt till åtgärden av peroxidas på bromid i eosinofiler.
Hypobromit kan användas liksom analogt framställt kaliumhypobromit, KOBr, som oxidations- och blekmedel.